# Kamisunagawa
Kamisunagawa (japanska: 上砂川町?, Kamisunagawa-chō) är en landskommun (köping) i Hokkaido prefektur i Japan. 